# Manual (tidning)
Manual var en branschtidning för tv- och datorspel. Tidningen gavs ut av Manual Media AB i Sverige från januari 1999 till april 2007. 

## Historik
Manual hade sitt ursprung i Topp 40, branschtidningen för musik, video och hemunderhållning. Topp 40 startades 1991 av MTG. När GLF sade upp avtalet om att distributionsrätten av topplistan över musik och IFPI startade sin egen tidning Musikindustrin så lades Topp 40 ner den 27 augusti 1998. Datorspel hade endast haft två till fyra sidor i Topp 40, merparten av tidningen ägnades åt musikbranschen följt av videofilmsbranschen. Fredrik Nilsson och Mikael Ovebring som arbetat med sälj och marknad på Topp 40 såg en potential i den växande spelbranschen och startade därför en dedicerad branschtidning enbart för datorspel. Eric Franzén anställdes som tidningens första chefredaktör. I augusti 2000 tog Martin Lindell över som chefredaktör och ledde det redaktionella arbetat fram till mars 2007.

## Speltoppen
Förutom nyheter och bevakning av spelbranschen sammanställde Manual även en topplista över de mest sålda spelen i Sverige. Statistiken till topplistan bestod av försäljningsrapporter från svenska återförsäljare som bl.a. kedjorna Game, Onoff, Åhléns, Siba, CDON och flera individuella specialiserade spelbutiker. 
Topplistorna redovisades på respektive plattform och det fanns ingen gemensam multiformatlista som täckte samtliga plattformar förrän 2003. PlayStation-listan blandade flera konsolgenerationer av PlayStation och därför syntes såväl spel till PS1 som PS2 på samma lista. Xbox-listan redovisade däremot Xbox och Xbox 360 separat på årslistan 2005, men ihopslaget 2006.
Inledningsvis publicerades Speltoppen varannan vecka med tidningens utgivning. Men från och med 2004 övergick Speltoppen till veckovis rapportering och publicerades varje vecka på tidningens webbplats www.manual.nu. 
|      | Multiformat        | PC                            | PlayStation                 | Nintendo 64            | Game Boy                  | Gamecube                 | Xbox                                                       |
| ---- | ------------------ | ----------------------------- | --------------------------- | ---------------------- | ------------------------- | ------------------------ | ---------------------------------------------------------- |
| 1999 | -                  | Age of Empires II             | Metal Gear Solid            | Zelda: Ocarina of Time | -                         | -                        | -                                                          |
| 2000 | -                  | The Sims                      | Gran Turismo 2              | Zelda: Majora's Mask   | -                         | -                        | -                                                          |
| 2001 | -                  | Diablo II Lord of Destruction | Gran Turismo 3              | -                      | Mario Kart: Super Circuit | -                        | -                                                          |
| 2002 | -                  | The Sims Unleashed            | GTA: Vice City              | -                      | Super Mario World         | Super Smash Bros. Melee  | Halo                                                       |
| 2003 | The Sims Superstar | The Sims Superstar            | Need for Speed: Underground | -                      | Pokémon Ruby              | Zelda: The Wind Waker    | NHL 2004                                                   |
| 2004 | The Sims 2         | The Sims 2                    | GTA: San Andreas            | -                      | Pokémon Fire Red          | Pokémon Colosseum        | Halo 2                                                     |
| 2005 | World of Warcraft  | World of Warcraft             | Gran Turismo 4              | -                      | Pokémon Emerald           | Resident Evil 4          | GTA: San Andreas (Xbox) Project Gotham Racing 3 (Xbox 360) |
| 2006 | The Sims 2 Djurliv | The Sims 2 Djurliv            | Singstar Svenska Hits       | -                      | Pokémon Emerald           | Zelda: Twilight Princess | Gears of War                                               |

## Norge och Danmark
Manual utkom även i dansk utgåva augusti 2001 till juni 2006 samt i en norsk utgåva december 2001 till augusti 2006. Redaktör i Danmark var Jacob Riis och i Norge var redaktör först Jon Cato Lorentzen, följt av Audun Beyer-Olsen och slutligen Magnus Tellefsen. Material översattes och användes i samtliga skandinaviska utgåvor, men större delen var redaktionellt material producerat för respektive lands utgåva.

## SETE
Manual Media AB arrangerade även 2002-2003 branschmässan SETE. Utställare på mässan var distributörer som visade upp nya spelnyheter för besökare som främst var återförsäljare och media. Flera spel som visades upp på SETE hade redan presenterats på stora internationella mässor som E3, men det fanns lokala exempel på premiärer som på SETE 2003 då Backpacker 3 visades upp spelbart för första gången. Förutom montrar med utställare så genomfördes också föreläsningar och presentationer som att branschföreningen MDTS delade ut en platinautmärkelse till Metal Gear Solid 2 för att ha sålt mer än 40 000 exemplar i Sverige. Första året skedde mässan på Nalen i Stockholm och andra året på Kulturhuset i Stockholm. 

## Spelbranschens makthavare
Tidningen genomförde tre gånger en omröstning om vilka som var spelbranschens makthavare i en rad olika kategorier 2002, 2003 och 2004. 
|      | Person      | Spelutvecklare       | Distributör     | Återförsäljare | Media       | Journalist   | Varumärke     |
| ---- | ----------- | -------------------- | --------------- | -------------- | ----------- | ------------ | ------------- |
| 2002 | Peter Levin | Digital Illusions CE | Electronic Arts | Åhléns         | Aftonbladet | Henrik Rudin | PlayStation   |
| 2003 | Peter Levin | Digital Illusions CE | Electronic Arts | Game           | Super Play  | Henrik Rudin | PlayStation 2 |
| 2004 | Peter Levin | Digital Illusions CE | Electronic Arts | Game           | Super Play  | Henrik Rudin | PlayStation   |

Undersökningen återupplivades 2007 av IT24 som utsåg spelbranschens makthavare i en manlig respektive kvinnlig kategori. Högst upp på respektive lista syntes Jens Alex, vd för Nordisk Films distributionsverksamhet av PlayStation, och Annika Waern, forskare Sics, till branschens mäktigaste.